# 예카테리나 카르스텐
예카테리나 아나톨리예브나 카르스텐(벨라루스어: Кацярына Анатольеўна Карстэн 카차리나 아나톨리예우나 카르스텐, 러시아어: Екатери́на Анато́льевна Ка́рстен, 1972년 6월 2일 ~ )은 벨라루스의 조정 선수이다. 결혼 전 성씨는 호도토비치(벨라루스어: Хадатовіч 하다토비치, 러시아어: Ходотович)이다.
카르스텐은 1992년 하계 올림픽 조정 여자 쿼드러플 스컬에서 동메달을, 1996년 하계 올림픽과 2000년 하계 올림픽 조정 여자 싱글 스컬에서 올림픽 금메달을 땄다. 2004년 하계 올림픽 조정 여자 싱글 스컬에서는 은메달을 획득했으며 2008년 하계 올림픽 조정 여자 싱글 스컬에서 동메달을 획득했다. 1997년에 독일 포츠담에 거주했으며 나중에 쾰른으로 이주했다.